# Antoine Bovy
Jean François Antoine Bovy (Ginevra, 14 dicembre 1795 circa – Ginevra, 18 settembre 1877) è stato un medaglista svizzero.

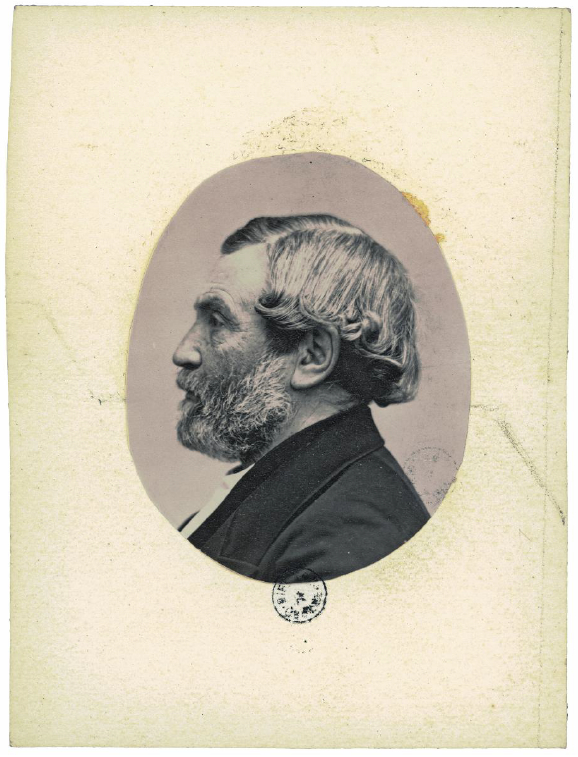
1860 circa (dalle collezioni della Biblioteca di Ginevra)

Bovy inventò un macchinario per la coniazione con il quale riusciva a coniare medaglie di dimensioni precedentemente sconosciute.

## Biografia
Bovy nacque a Ginevra come figlio di Jean-Samuel Bovy, un gioielliere ginevrino. Jean-Samuel aveva in tutto tre figli. Antoine Bovy iniziò a lavorare come incisore di timbri nell'impresa del padre. Nel 1824 si recò a Parigi, a studiare presso il famoso scultore James Pradier. Nel 1830 si stabilì definitivamente a Parigi. Nel 1835 ottenne la cittadinanza francese e vinse una medaglia d'oro come incisore. Divenne anche membro della Legion d'onore, per le sue medaglie. 
Particolarmente degno di nota è la sua grande medaglia per Giovanni Calvino del 1835, nel 300º anniversario della riforma a Ginevra.

## Alcuni lavori

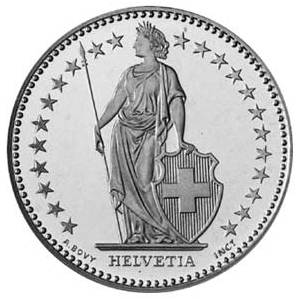
Due franchi di Bovy

- Due franchi di BovyMedaglia per il centenario di Goethe
- Monete svizzere ancora in corso: ½ Fr., 1 Fr. 2 Fr.[3], come anche la moneta da 5 Fr., che fu coniata solo nel 1850/51 e nel 1873 e 1874.[4]
- Medaglia Calvino de 1835, dem 3. Jubiläum der Reformation in Genf gedenkend[5]
- Medaglia Franz Liszt[6]
- Medaglia Luigi Filippo per la legge sulle ferrovie[7]
- Medaglia Fryderyk Chopin[8]
- Medaglia Baron Pierre Charles François Dupin (1784–1873)[9]